# Nemacheilus starostini
Nemacheilus starostini är en fiskart som beskrevs av Parin, 1983. Nemacheilus starostini ingår i släktet Nemacheilus och familjen grönlingsfiskar. IUCN kategoriserar arten globalt som sårbar. Inga underarter finns listade i Catalogue of Life.